# The Standard
The Standard es un periódico de Kenia, y el periódico más antiguo del país. Es propiedad de The Standard Group, el cual también posee la televisora KTN. The Standard Group tiene su sede central en el I&M Bank Tower en Nairobi.

## Historia
El periódico fue establecido como el African Standard en 1902 como un periódico semanal. El fundador del Standard, Alibhai Mulla Jeevanjee, vendió el periódico a dos hombres de negocios británicos en 1905, por lo que se cambió el nombre al East African Standard. Se convirtió en un diario y se trasladó de Mombasa a Nairobi en 1910. En aquel tiempo el periódico tenía puntos de vista fuertemente colonialistas.
Lonrho Group (con sede en el Reino Unido) compró el periódico en 1963, unos pocos meses antes de la independencia de Kenia. El periódico cambió su nombre a The Standard en 1977 pero el nombre East African Standard se reutilizó después. Fue vendido a inversionistas kenianos en 1995. En 2004 el nombre volvió a The Standard. Es el principal rival del periódico más grande de Kenia, el Daily Nation.
En 1996, el Standard Group adquirió el canal de televisión KTN.

### El asalto de 2006
A fines de febrero de 2006 The Standard publicó una historia que señalaba que el presidente Mwai Kibaki y la veterana figura de oposición Kalonzo Musyoka habían tenido reuniones secretas. A la 1:00 a. m. hora local (2200 hora GMT), del 1 de marzo, hombres armados con AK-47 y con el rostro cubierto ingresaron a la oficina editorial de The Standard, y del canal KTN. Ellos golpearon al equipo de personal, forzaron los computadores y el equipo de transmisión, quemaron todas las copias de la edición del 2 de marzo del periódico, y dañaron las prensas. En KTN, cortaron el suministro eléctrico y sacaron la estación del aire. Inicialmente, el ministro de información de Kenia señaló no tener conocimiento de lo ocurrido, pero se descubrió que la policía keniana era responsable, e indicó que el incidente fue para resguardar la seguridad nacional. Tres periodistas de The Standard, que fueron arrestados luego de que la historia fuera impresa, fueron liberados el 2 de marzo luego del pago de una fianza de 50.000 chelines kenianos (692 dólares).